# Al-Shahaniya Sports Club
Al-Shahaniya Sports Club (en árabe: الشحانية‎) es un equipo de fútbol profesional de Catar que se ubica en la ciudad de Al-Shahaniya a 20 kilómetros de Doha. Actualmente se encuentra en la Liga de fútbol de Catar Primera División de Catar.

## Historia
Al-Shahaniya fue fundada el 27 de diciembre de 1998, bajo el nombre de Al-Nasr , en virtud de la decisión Sheikh Mohammed Bin Eid Al Thani, que era entonces el presidente de la Autoridad Pública para la Juventud y el Deporte en ese momento. Al principio de su creación, la sede del club se encuentran en Al Jamilla, Doha. En 2001, el club se trasladó a Al Shahaniya, que está a unos 20 km al noroeste de Doha , en virtud de la decisión del Jeque Jassim bin Thamer al Thani, quien fue vicepresidente del Comité Olímpico de Catar en ese momento.
En 2004, el club cambió su nombre por el de Al-Shahaniya por decisión del consejo de administración, con el fin de representar mejor a la región en la que se basa.

## Directorio
Actualizado en junio de 2014.
| Position             | Board member              |
| -------------------- | ------------------------- |
| Presidente           | Menahi Al Shammari        |
| Vice-presidente      | Saif Naif Al Shammari     |
| Secretario           | Faisal Mattar Al Shammari |
| Asistente Secretario | Zameel Al Shammari        |
| Director             | Ayed Saud Al Shammari     |
| Director             | Mohammed Jaber Ruwaili    |
| Director             | Saud Mahawish Ruwaili     |
| Director             | Fahad Al Shammari         |
| Director             | Hamad Al Marri            |